# كارلا (فلم)
كارلا هو فيلم أمريكي من نوع إثارة نفسية صدر عام 2006، كتبه وأخرجه جويل بيندر، وشارك في كتابته كل من مانيت روزين ومايكل دي سيلرز. يستند الفيلم إلى جرائم القتلة المتسلسلين الكنديين باول برناردو وكارلا هومولكا، ويقوم ببطولته ميشا كولينز ولورا بريبون في دور برناردو وهومولكا.

## القصة
في 11 مايو 2000، كان طبيب نفسي، الدكتور أرنولد، يجري جلسة مع كارلا هومولكا في مركز الطب النفسي الإقليمي في ساسكاتون بكندا. سيحدد تقييم الدكتور أرنولد أهلية كارلا للحصول على إفراج مشروط. خلال الجلسة، يعرض الدكتور أرنولد على كارلا ألبوم صور لنفسها وزوجها، باول برناردو، في أوقات سعيدة. تتذكر كارلا كيف التقيا لأول مرة. ومع ذلك، عندما يقدم الدكتور أرنولد موضوع أخت كارلا، تامي هومولكا، تصبح كارلا غير متعاونة.
على مدار الأسابيع التالية، يستفسر الدكتور أرنولد من كارلا عن معرفتها بحياة بول السرية كـ مغتصب متسلسل. يُكشف أنه قبل فترة قصيرة من زواجهما، بدأ بول في اغتصاب النساء. أقنع بول كارلا بمساعدته في اغتصاب تامي على الكاميرا. في البداية ترفض كارلا، لكنها في النهاية تسرق هالسيون من العيادة البيطرية حيث تعمل.
تصبح تامي ثملة في حفلة عيد الميلاد وتفقد الوعي بعد أن تم تخديرها. تُغتصب تامي، لكنها تُصاب بالمرض أثناء تخديرها وتختنق بتقيؤها. تتصل كارلا برقم 911، لكن تامي تموت ويخفي الاثنان أدلة الاعتداء حتى يبدو موتها حادثيًا. بعد ذلك، يضرب بول كارلا. تتعلم كارلا ألا تفسد "أفلام" بول.
تخبر كارلا الدكتور أرنولد أن بول أصبح مهووسًا بتامي، وكان يستمر في مشاهدة الفيديو بعد وفاتها، حتى أنه عرضه على أصدقائه. هدد بول أيضًا بكشف دور كارلا في قتل أختها إذا واجه أي مشاكل أخرى، لكن كارلا تتركه في النهاية. يكون بول صريحًا مع كارلا بشأن جرائمه، ومع ذلك لا تعترض كارلا حتى عندما يبدأ بول في إحضار ضحاياه إلى المنزل. على الرغم من اضطرابها بسبب هذا الجانب من حياة بول، تقبل كارلا ذلك، وتزعم لاحقًا أنها كانت ستُقتل هي أيضًا إذا لم تفعل. بناءً على طلب بول، تشارك كارلا على مضض في هذه الاعتداءات.
يختطف بول فتاة صغيرة تدعى تينا ويجبرها على خلع ملابسها أمام الكاميرا. تشهد كارلا هذا، لكنها تخاف جدًا من إخبار أي شخص. تُحتجز تينا لمدة 3 أيام وتُغتصب مرارًا بينما تُجبر كارلا على تصوير كل ذلك بالفيديو. خلال أحد هذه الاعتداءات، يخنق بول تينا بعد أن ترى وجهه. تحاول كارلا إقناعه بعدم قتلها، لكنه يصر، قائلاً إن تينا يمكن أن تعرفهما.
يقطع الجسد إلى قطع ويضعها في كتل أسمنتية، ثم يرميها في بحيرة. في يوم زفاف بول وكارلا، يتم اكتشاف جثة الفتاة، وتُحدد هويتها من خلال سجلات الأسنان. يتوقف بول عن الاغتصاب والاختطاف لفترة، لكن قلقه وإحباطه المكبوت يجعله يصبح عنيفًا تجاه كارلا. يلاحظ أصدقاء بول التغير في شخصيته ويبتعدون عنه. في هذه الأثناء، تعاني كارلا من الاعتداء وتائس لاستعادة حبه، فتساعد بول في اختطاف واغتصاب فتاة أخرى تدعى كايتلين.
تُغتصب كايتلين بوحشية من قبل بول. تشاهد كارلا الاعتداء وتبدأ في البكاء. يضرب بول كارلا ويخبرها بأنها تُفسد فيلمه مرة أخرى. بعد مغادرة بول، تُكلف كارلا بالعناية بكايتلين. تخبر كايتلين كارلا بأنها ضحية أيضًا، وأن هذا ليس خطأها. عندما تُسأل عن سبب بقائها، تقول كارلا ببساطة: "أنت لا تفهمين." تزعم كارلا للدكتور أرنولد أنها أرادت تحرير كايتلين، لكنها كانت تخاف أن يقتلها بول إذا فعلت.
تجذب اختفاء كايتلين اهتمامًا كبيرًا من وسائل الإعلام والشرطة، لذا يقتلها بول للتخلص منها. كجزء من التحقيق، تصل الشرطة إلى منزل بول. يتعاون بول كثيرًا مع الشرطة، فتغادر الشرطة وهي راضية، ولكن بعد ذلك، يضرب بول كارلا بلا رحمة. تلجأ كارلا إلى أصدقائها قبل أن تبلغ عن الاعتداء. يتم حجز بول بتهمة العنف الأسري ولكنه يُطلق سراحه بعد ليلة واحدة فقط في السجن.
في مركز الطب النفسي الإقليمي، يسأل الدكتور أرنولد كارلا عن علاقتها بأختها الصغرى، تامي، وغيرتها منها بسبب انجذاب بول إليها. تعترف كارلا بأن بول أراد أخذ عذرية تامي وأنه أراد من كارلا "إعطاء" تامي له. وافقت كارلا على مساعدته في اغتصاب أختها.
بعد فترة وجيزة، تتطابق عينات الحمض النووي التي قدمها بول كجزء من تحقيقات الاغتصاب في سكاربرورو مع الأدلة التي وجدت على إحدى ضحايا القتل. يتم اعتقال بول وكارلا بعد ذلك. خلال المحاكمة، يشهد بول أن كارلا قتلت كايتلين روس بـ مطرقة. تنفي كارلا كل عمليات القتل. يُدان بول بتهمتي قتل بدون أي إمكانية للإفراج المشروط. تحصل كارلا على حكم بالسجن لمدة اثني عشر عامًا مقابل الإقرار بالذنب بتهمة القتل غير العمد.
يشرح ملاحظة أن الإفراج المشروط عن كارلا قد تم رفضه، حيث وجدها الطبيب النفسي مصطنعة، ومتحكمة نفسيًا، ودون أي شعور بالندم.

## طاقم التمثيل
- لورا بريبون في دور كارلا هومولكا
- ميشا كولينز في دور باول برناردو
- باتريك باوتشاو في دور الدكتور أرنولد
- إميلي جاكوبس في دور بيغي
- أليكس بويد في دور نيك
- كارول إيتا وايت في دور النادلة
- شون هوفمان في دور المحقق كيربي
- آدم ليبرمان في دور المحقق مورغان
- شيريلين هايرس في دور تامي هومولكا
- ويليام دافي في دور المحقق بورتر
- كريستين هوني في دور تينا مكارثي
- تيس هاربر في دور مولي تشيهوفيتش
- ليونارد كيلي-يونغ في دور دان تشيهوفيتش
- آنا فايل في دور باتريشيا
- زاك ديليبرتو في دور دوغ
- نيكي مكولي في دور جيسي
- سارة فوريت في دور كريستين فرنش
- أنتوني دينيسون في دور المحقق بوروغز
- جيف دوسيت في دور شريك بوروغز
- بني جيبسون في دور السيدة روس
- برادفورد إنجليش في دور السيد روس
- جون روس كلارك في دور المحامي وارنر
- براندون روث في دور تيم
- فيليب بيرجيرون في دور المحامي سيغل
- إيلين ديتز في دور هيلين
- روس باترسون في دور ستيف

## الإنتاج
كان الفيلم يحمل في الأصل عنوان قاتل، ولكنه تمت إعادة تسميته إلى كارلا قبل إصداره. يستند النص إلى نصوص المحاكم، والمقابلات، والفيديو الذي صورته هومولكا وبرناردو.

## الإصدار
أثار الفيلم جدلاً كبيراً في كندا، حيث صرّحت عائلات الضحايا كريستين فرنش وليزلي ماهافي في البداية أن الفيلم يستغل ذكرى بناتهم. دعا السياسيون في الجمعية التشريعية لأونتاريو، بما في ذلك النائب العام ميخائيل براينت، إلى مقاطعة الفيلم، وصرحت إحدى سلاسل السينما الكندية، سينيبلكس أوديون، بأنها ستعرض الفيلم فقط في الأسواق الحضرية الرئيسية في تورونتو، أونتاريو، مونتريال، كيبك وأوتاوا، أونتاريو. كان من المقرر أن يعرض الفيلم لأول مرة في مهرجان مونتريال السينمائي العالمي للأفلام عام 2005، لكن احتجاج إير كندا، الراعي الرسمي للمهرجان، ألغى الفكرة.
شاهد المحامي تيم دانسون، الذي مثل عائلات فرنش وماهافي، عرضاً خاصاً للفيلم في سبتمبر مع العائلات الحاضرة. وفي الشهر التالي، أعلن أن العائلات لن تعارض إصدار الفيلم في كندا. أعرب الممثل ميشا كولينز، الذي لعب دور برناردو، عن ندمه على المشاركة في الفيلم بعد لقائه بإحدى الضحايا التي هربت، ودائماً ما ينصح المعجبين بعدم مشاهدة الفيلم أو جلب نسخ DVD لتوقيعها.[بحاجة لمصدر]

## الاستقبال
وصف روبرت كولر من مجلة فارايتي فيلم كارلا بأنه "عمل مخيف ولكنه فاشل"، حيث شعر بأن الفيلم شابه الإخراج "المتقطع"، وقيم الإنتاج الرديئة، والتصوير "المربك" و"المشوب بالمخاطر الأخلاقية" لشخصية هومولكا، وهو ما شعر كولر بأنه قوض مشاركتها في أفعال برناردو، حيث كتب، "هناك نوع من الجودة الخانقة المظلمة في الدراما التي تتكشف بين هاتين الروحين المريضتين، لكن حقيقة أن الفيلم يميل إلى إظهار ضربات بول المستمرة لكارلا بشكل صريح أكثر من أسوأ جوانب القتل يبرز من يُنظر إليه على أنه الضحية هنا."
كان ريك غرون من صحيفة ذا غلوب آند ميل بنفس القدر من النقد تجاه الفيلم لتركيزه على معاناة هومولكا بدلاً من معاناة ضحاياها وضحايا برناردو، ورأى أن الفيلم كان "بلا مبرر وممل" ويفتقر إلى المضمون قبل أن يمنحه تقييم نهائي بنجمة ونصف من أصل أربع.
ندد كين أيسنر من صحيفة ذا جورجيا ستريت بالفيلم، واصفاً إياه بأنه لا يعدو كونه "صورة رديئة ومبتذلة لقتلة متسلسلين" خالية تماماً من "العمق أو التوتر أو البصيرة النفسية".
في حين أن لويس ب. هوبسون (الذي وصف الفيلم بأنه "مزعج" و"مثير للغثيان") من صحيفة كالجاري صن أشاد بأداء ميشا كولينز ولورا بريبون وبالتحفظ الذي أظهره الفيلم بعدم تصوير أو المبالغة في "أسوأ جوانب" الجرائم التي كان يقوم بتجسيدها، فقد كتب، "لا يمكنك أن توصي بفيلم مثل كارلا، حتى لو كنت تستطيع تقدير الأداء الذي يجعله غير مريح." 
أشاد بات سانت جيرمين من صحيفة وينيبج صن بأداء الفيلم، لكنه شعر أيضاً بأنه فشل كدراسة تحليلية نفسية للشخصيات، واختتم مراجعته قائلاً، "أولئك الذين يختارون مشاهدة كارلا سيخرجون من السينما بمادة غذائية كثيرة للتفكير، ولكن من الصعب تخيل أن أي شخص سيستفيد من ذلك."
كان عدم استكشاف الفيلم الكافي لسيكولوجية هومولكا أيضاً نقطة خلاف بالنسبة لبريان جيبسون من صحيفة فيو ويكلي، حيث كتب، "هناك القليل من الغموض أو التوتر في جوهر هذا الفيلم الأساسي الفارغ الذي يصور جرائم برناردو-هومولكا. لم يلجأ فيلم جويل بندر إلى إثارة الرعب أو الابتذال المثير، متجنباً أي لقطات من كريستين فرنش وليزلي ماهافي (اللذان أعطيا أسماء مختلفة هنا) يتعرضان للضرب أو الاغتصاب، ومحاكاة أفلام برناردو الفظيعة لا تعرض أي لمحات من العري التي قد تجعلنا نشعر بالتواطؤ مع المفترس الجنسي. ولكن كارلا نادراً ما يتعمق في تواطؤ شخصية العنوان."
أعرب بروس كيركلاند من صحيفة تورونتو صن عن انزعاجه من السرد "غير الملائم" و"الأخرق" في كارلا، وأشاد بشكل طفيف بأداء نجمي الفيلم وتصويره المعتدل للموضوع، وأنهى مراجعته قائلاً، "هذا الفيلم ليس لعائلات الضحايا، ولا يمكن مشاهدته من قبل أي شخص لديه مشاعر قوية تجاه القضية. أما بالنسبة للآخرين الأقل انفعالاً، فهو صورة دقيقة إلى حد كبير ولكن معيبة لمغتصب-القاتل برناردو والمرأة النفسية التي أصبحت شريكته في الجريمة."

## الروابط الخارجية
- كارلا  في قاعدة بيانات الأفلام على الإنترنت (بالإنجليزية)
- كارلا (فلم) في روتن توميتوز.